# Catfish and the Bottlemen

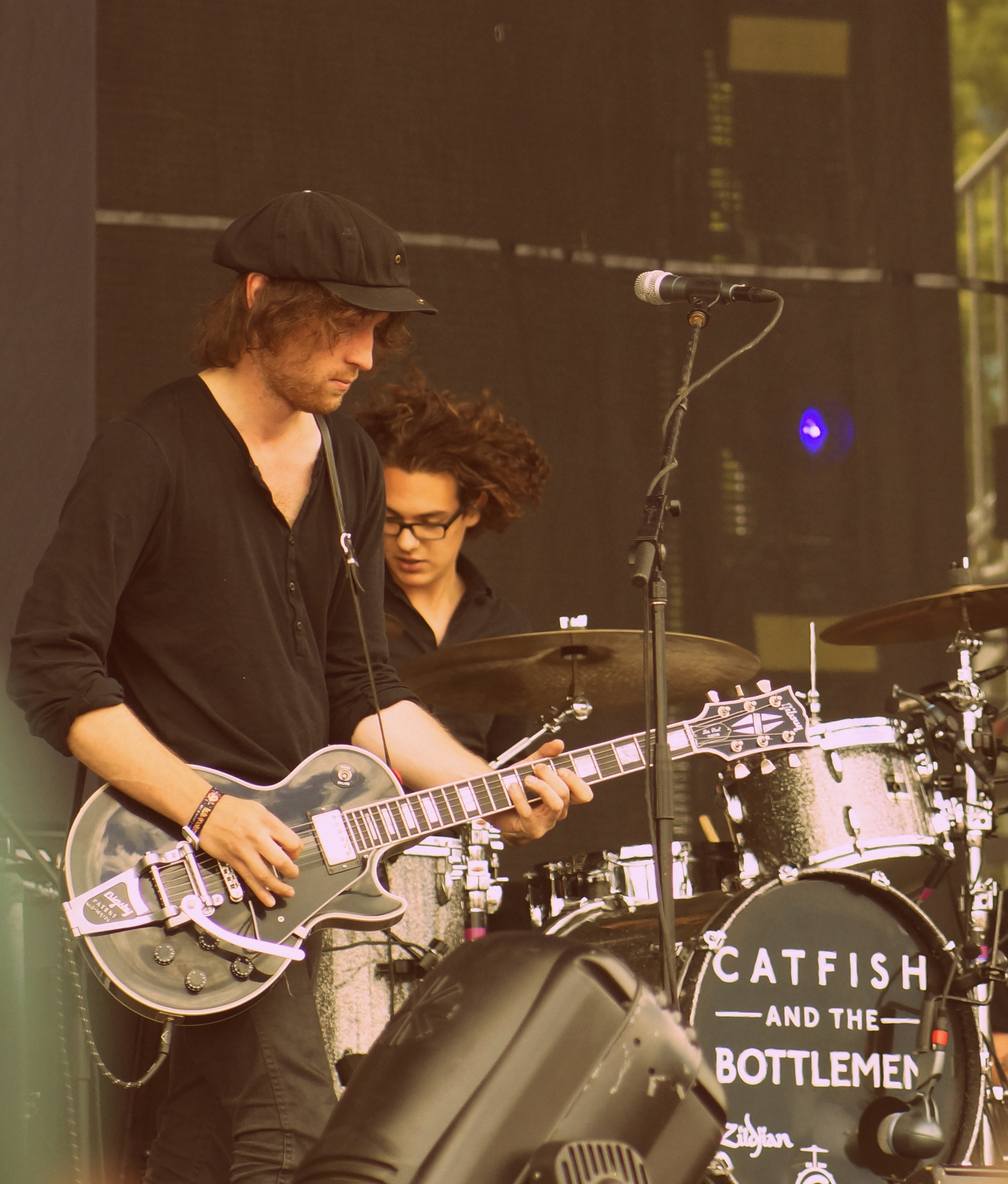
Catfish and the Bottlemen 2015 beim Lollapalooza

Catfish and the Bottlemen sind eine britische Indie-Rock-Band.

## Bandgeschichte
Van McCann, der ursprünglich aus Australien stammende Sänger und Songwriter, gründete 2010 die Band Catfish and the Bottlemen im walisischen Seebad Llandudno zusammen mit dem Gitarristen Bill Bibb und dem Bassisten Benji Blakeway. Mit Bob Hall am Schlagzeug wurde später die Besetzung vervollständigt. In den Anfangsjahren waren sie als Liveband unterwegs und veröffentlichten gelegentlich Singles in Eigenproduktion, bis sie 2013 beim von Ben Lovett mitgegründeten Londoner Label Communion unterschrieben. Lovett ist Mitglied von Mumford & Sons. Dort erschienen erst einmal eine Reihe von Singles, darunter Kathleen und Cocoon, die zwar den Sprung in die britischen Charts verpassten, aber in den USA in die Rockcharts kamen. Beide Songs wurden zwei bzw. drei Jahre später mit Silber für 200.000 verkaufte Einheiten ausgezeichnet.
Im September 2014 erschien das Debütalbum The Balcony der Band, bei der inzwischen Johnny Bond anstelle von Bibby die Gitarre übernommen hatte. Das Album stieg auf Anhieb auf Platz 10 der britischen Charts ein und konnte sich auch in den US-Charts platzieren. Bereits drei Monate später wurde die Band bei den erstmals vergebenen BBC Music Awards mit dem „Introducing Award“ als Neuentdeckung des Jahres ausgezeichnet. Das Album blieb mit kurzen Unterbrechungen mehr als zwei Jahre in den Charts und wurde mit Platin ausgezeichnet. Anfang 2016 erhielten sie bei den BRIT Awards die Auszeichnung als British Breakthrough Act.
Das Debütalbum war noch in den UK-Charts, als im Frühjahr 2016 das zweite Album The Ride folgte. Damit stiegen Catfish and the Bottlemen auf Platz 1 der Charts in ihrer Heimat ein, in Australien erreichten sie Platz 6 und in den USA Platz 28. Auch in anderen Ländern wie der Schweiz waren sie erfolgreich. Drei Lieder des Albums kamen in die UK-Singlecharts, zwei davon, Soundcheck und 7, waren auch in den US-Rockcharts erfolgreich.

## Mitglieder
- Ryan Evan McCann, Sänger
- Matthew Benjamin Blakeway, Bassist
- Robert Hall, Schlagzeuger
- Johnny Bond, Gitarrist

Ehemaliges Mitglied:
- William Bibby, Gitarrist

## Diskografie

### Alben
| Jahr | Titel       | Höchstplatzierung, Gesamtwochen, AuszeichnungChartplatzierungen (Jahr, Titel, Platzierungen, Wochen, Auszeichnungen, Anmerkungen) | Höchstplatzierung, Gesamtwochen, AuszeichnungChartplatzierungen (Jahr, Titel, Platzierungen, Wochen, Auszeichnungen, Anmerkungen) | Höchstplatzierung, Gesamtwochen, AuszeichnungChartplatzierungen (Jahr, Titel, Platzierungen, Wochen, Auszeichnungen, Anmerkungen) | Anmerkungen                                                  |
| Jahr | Titel       | CH | UK | US | Anmerkungen                                                  |
| ---- | ----------- | --- | --- | --- | ------------------------------------------------------------ |
| 2014 | The Balcony | — | UK10 ×2Doppelplatin · (153 Wo.)UK                                                                                                 | US121 (1 Wo.)US | Erstveröffentlichung: 15. September 2014 Verkäufe: + 600.000 |
| 2016 | The Ride    | CH99 (1 Wo.)CH | UK1 Platin · (64 Wo.)UK | US28 (1 Wo.)US | Erstveröffentlichung: 27. Mai 2016 Verkäufe: + 300.000       |
| 2019 | The Balance | CH73 (1 Wo.)CH | UK2 Gold · (15 Wo.)UK | US159 (1 Wo.)US | Erstveröffentlichung: 26. April 2019 Verkäufe: + 100.000     |

### EPs
- 2009: Poetry & Fuel
- 2010: Beautiful Decay

### Singles
| Jahr | Titel Album              | Höchstplatzierung, Gesamtwochen, AuszeichnungChartsChartplatzierungen (Jahr, Titel, Album, Platzierungen, Wochen, Auszeichnungen, Anmerkungen) | Anmerkungen                                                |
| Jahr | Titel Album              | UK | Anmerkungen                                                |
| --- | ------------------------ | --- | ---------------------------------------------------------- |
| 2016 | Soundcheck The Ride      | UK95 Gold · (2 Wo.)UK | Erstveröffentlichung: 16. Februar 2016 Verkäufe: + 400.000 |
| 2016 | 7 The Ride               | UK81 ×2Doppelplatin · (2 Wo.)UK | Erstveröffentlichung: 1. April 2016 Verkäufe: + 1.200.000  |
| 2016 | Twice The Ride           | UK87 Gold · (1 Wo.)UK | Erstveröffentlichung: 20. Mai 2016 Verkäufe: + 400.000     |
| 2019 | Longshot The Balance     | UK25 Platin · (10 Wo.)UK | Erstveröffentlichung: 8. Januar 2019 Verkäufe: + 600.000   |
| 2019 | Fluctuate The Balance    | UK84 Silber · (1 Wo.)UK | Erstveröffentlichung: 15. Februar 2019 Verkäufe: + 200.000 |
| 2019 | 2all The Balance         | UK57 Silber · (3 Wo.)UK | Erstveröffentlichung: 19. März 2019 Verkäufe: + 200.000    |
| 2019 | Conversation The Balance | UK60 (1 Wo.)UK | Erstveröffentlichung: 18. April 2019                       |
| 2024 | Showtime –               | UK49 (1 Wo.)UK | Erstveröffentlichung: 23. Februar 2024                     |
| Folgende Lieder erschienen nicht als Single, wurden aber durch das Album zum Download und Streaming bereitgestellt und konnten somit eine Platzierung erlangen: |                          | |                                                            |
| |                          | |                                                            |
| 2019 | Encore The Balance       | UK64 (1 Wo.)UK | Erstveröffentlichung: 26. April 2019                       |

Weitere Singles
- 2013: Homesick (UK: Gold)
- 2013: Rango (UK: Silber)
- 2014: Kathleen (UK: ×2Doppelplatin )
- 2014: Fallout (UK: Gold)
- 2014: Cocoon (UK: ×2Doppelplatin )
- 2014: Pacifier (UK: Platin)
- 2015: Hourglass (UK: Gold)
- 2017: Outside

## Auszeichnungen für Musikverkäufe
| Silberne Schallplatte - Vereinigtes Königreich - 2021: für das Lied Business - 2022: für das Lied Oxygen - 2022: für das Lied Anything - 2022: für das Lied Tyrants - 2022: für das Lied Postpone - 2023: für das Lied Glasgow - 2025: für das Lied Emily - 2025: für das Lied Sidewinder |

Anmerkung: Auszeichnungen in Ländern aus den Charttabellen bzw. Chartboxen sind in ebendiesen zu finden.
| Land/RegionAuszeichnungen für Musikverkäufe (Land/Region, Auszeichnungen, Verkäufe, Quellen) | Silber       | Gold     | Platin       | Verkäufe   | Quellen   |
| -------------------------------------------------------------------------------------------- | ------------ | -------- | ------------ | ---------- | --------- |
| Vereinigtes Königreich (BPI)                                                                 | 11× Silber11 | 6× Gold6 | 11× Platin11 | 10.000.000 | bpi.co.uk |
| Insgesamt                                                                                    | 11× Silber11 | 6× Gold6 | 11× Platin11 |            |           |